# Glenochrysa marmorata
Glenochrysa marmorata là một loài côn trùng trong họ Chrysopidae thuộc bộ Neuroptera. Loài này được Needham miêu tả năm 1909.